# أحمد خان بهادر
أحمد خان بهادر هو سياسي باكستاني، ولد في 9 يوليو 1967 في ناحية مردان في باكستان. نشط حزبياً في حزب عوامي الوطني.